# Прибрежный (Белгородская область)
Прибрежный — посёлок в Новооскольском районе Белгородской области России. Входит в состав Ниновского сельского поселения. Находится в пригородной зоне города Новый Оскол, административного центра района.

## География
Находится в северо-восточной части региона, в лесостепной зоне, в пределах юго-западных отрогов Орловско-Курского плато Среднерусской возвышенности, по реке Оскол, у автодороги М2.

### Климат
Климат характеризуется как умеренно континентальный, с относительно мягкой зимой и тёплым продолжительным летом. Среднегодовая температура воздуха — 6,1 °C. Средняя температура воздуха самого холодного месяца (января) — −8,3 °C (абсолютный минимум — −36 °C); самого тёплого месяца (июля) — 20,4 °C (абсолютный максимум — 38 °C). Годовое количество атмосферных осадков составляет 504 мм, из которых 350 мм выпадает в период с апреля по октябрь.

## История
В 1968 г. Указом президиума ВС РСФСР посёлок центральной усадьбы Новооскольского племптицезавода переименован в Прибрежный.

## Население
| 2002 | 2010  |
| ---- | ----- |
| 1255 | ↘1168 |

## Инфраструктура
Основа экономики — Новооскольский племптицезавод. Действует МБОУ Прибрежная ООШ, детский сад, модельный дом культуры. Есть объекты туристической инфраструктуры.

## Транспорт
Село доступно автотранспортом. На февраль 2022 года к селу направляются автобусы маршрута 114, маршрутки 104, 108, 110. 